# الهادي خليل
محمد الهادي خليل هو سياسي تونسي.

## السيرة الذاتية
بدأ الهادي خليل مساره في الحكومة إثر اعتلاء زين العابدين بن علي الحكم بعد انقلاب 7 نوفمبر 1987، حيث عين في نفس اليوم ككاتب دولة لدى وزير التربية والتعليم مكلف بالتعليم الابتدائي والثانوي في حكومة الهادي البكوش، وسرعان ما غادر منصبه بعد 5 أشهر ليصبح وزيرا للتربية القومية في 12 أبريل 1988 في نفس حكومة البكوش. بقي على رأس الوزارة سنة واحدة، حيث غادرها في 11 أبريل 1989. 

قبلها بأيام، كان قد شارك في انتخابات 2 أبريل 1989 وفاز بمقعد في مجلس النواب، وأعيد انتخابه مرة ثانية في انتخابات 20 مارس 1994. داخل المجلس، انتخب نائبا أولا لرئيس المجلس بين نهاية 1994 و1999.